# Sjoeke Nüsken
Sjoeke Nüsken, född den 22 januari 2001 i Hamm, är en tysk fotbollsspelare.

## Karriär
Sjoeke Nüsken inledde sin seniorkarriär i Eintracht Frankfurt år 2019. Där spelade hon till 2023 då hon kontrakterades av Chelsea LFC. Hon har även representerat det tyska damlandslaget där hon debuterade år 2021. Hon ingick i det tyska lag som vid olympiska sommarspelen 2024 i Paris tog brons efter att ha vunnit bronsmatchen mot Spanien.